# Anatoli Porkhunov
Anatoli Nikolayevich Porkhunov (en russe : Анатолий Николаевич Порхунов) (né le 28 juillet 1928 à Moscou et mort le 1er juin 1992 dans cette même ville) est un footballeur international soviétique, évoluant au poste de défenseur.

## Carrière
Porkhunov commence sa carrière professionnelle au VVS Moscou en 1949. Il multiplie les équipes, jouant pour trois clubs différents en 1952. Il revient au CSKA Moscou en 1954 où il devient un élément important, remportant la Coupe d'URSS en 1955.
Il obtient sa première sélection officielle, avec l'équipe nationale soviétique, le 21 août 1955, face à l'Allemagne de l'Ouest. Il a également l'occasion de jouer deux autres matchs face à la Hongrie et la France. Retenu pour les Jeux olympiques d'été de 1956, il ne dispute finalement aucun match. Les Soviétiques décrochent la médaille d'or.

## Palmarès
CSKA Moscou
- Vainqueur de la Coupe d'Union soviétique en 1955.

 Union soviétique
- Champion olympique en 1956.